# Tetraioduro di titanio
Il tetraioduro di titanio o ioduro di titanio(IV) è il composto inorganico di formula TiI4. In condizioni normali è un solido cristallino di colore rosso-bruno e odore mordente. Si idrolizza rapidamente in acqua rilasciando acido iodidrico. In questo composto il titanio è nello stato di ossidazione +4. È un intermedio nel processo di van Arkel-de Boer per ottenere titanio metallico ad alta purezza.

## Struttura e proprietà
TiI4 è un composto molecolare; la molecola ha struttura tetraedrica. Esistono due polimorfi di TiI4, dei quali uno è molto solubile in solventi organici. Nella forma cubica meno solubile le distanze Ti–I sono di 261 pm. In virtù del suo carattere molecolare, il composto può essere distillato senza decomporsi a pressione ambiente; questa proprietà è alla base del suo uso nel processo di van Arkel-de Boer. La differenza dei punti di ebollizione di TiCl4 (p.e. = –24 °C) e TiI4 (p.e. = 150 °C) è comparabile alla differenza tra i punti di ebollizione di CCl4 (p.e. = –23 °C) e CI4 (p.e. = 168 °C), indicando che le forze di van der Waals intermolecolari sono più forti negli ioduri.

## Sintesi
TiI4 fu preparato per la prima volta da Rudolph Weber nel 1863. Si può sintetizzare tramite  tre metodi ben noti:
1) Sintesi diretta dagli elementi, in genere usando una forno tubolare a 425 °C. Questa reazione può essere invertita per ottenere film di titanio molto puri:
Ti + 2I2  →  TiI4
2) Reazione di scambio tra tetracloruro di titanio e acido iodidrico:
TiCl4 + 4HI  →  TiI4 + 4HCl
3) Scambio ossido-ioduro con ioduro di alluminio:
3TiO2 + 4AlI3  →  3TiI4  +  2Al2O3

## Reattività
Al pari degli altri alogenuri TiX4, anche TiI4 è igroscopico e reagisce con l'acqua; per idrolisi si forma acido iodidrico:
TiI4 + 2H2O → TiO2 + 4HI
Il solido fuma all'aria a causa della stessa reazione di idrolisi.
Come TiCl4 e TiBr4, anche TiI4 forma addotti con basi di Lewis. TiI4 può essere ridotto; se la riduzione è condotta in presenza di titanio metallico si ottengono derivati polimerici di Ti(III) e Ti(II) con formule minime tipo CsTi2I7 e CsTiI3.
In soluzione di diclorometano, TiI4 è reattivo nei confronti di alcheni e alchini, formando derivati organici iodurati.

## Indicazioni di sicurezza
TiI4 è disponibile in commercio. Per contatto provoca gravi ustioni cutanee e gravi lesioni agli occhi. Risulta irritante per le vie respiratorie. Non ci sono dati che indichino proprietà cancerogene. Viene considerato poco pericoloso per le acque e l'ambiente.